# Klubi Sportiv Dinamo Tiranë 2013-2014

## Rosa
| N. |                    | Ruolo | Calciatore      |
| -- | ------------------ | ----- | --------------- |
| 3  | Albania (bandiera) | D     | Arberi Bitinçka |
| 6  | Albania (bandiera) | D     | Klaudio Rexhepi |
| 15 | Albania (bandiera) | D     | Marvin Turtulli |
| 19 | Albania (bandiera) | D     | Bazjon Tragaj   |
| 55 | Albania (bandiera) | D     | Fatjon Tafaj    |
|    | Albania (bandiera) | D     | Ardi Sekseni    |
|    | Albania (bandiera) | D     | Rexhino Luzhi   |
|    | Croazia (bandiera) | D     | Matko Djarmati  |
| 8  | Albania (bandiera) | C     | Gerald Tushe    |
| 18 | Albania (bandiera) | C     | Besmir Arifaj   |
|    | Albania (bandiera) | C     | Emiljano Arapi  |

| N. |                    | Ruolo | Calciatore     |
| -- | ------------------ | ----- | -------------- |
|    | Albania (bandiera) | C     | Ardian Beqiri  |
|    | Albania (bandiera) | C     | Andi Hasa      |
|    | Albania (bandiera) | C     | Kevin Abdalli  |
|    | Albania (bandiera) | C     | Erxhan Muça    |
|    | Albania (bandiera) | C     | Dejan Dosti    |
|    | Albania (bandiera) | C     | Arbër Çapa     |
| 21 | Albania (bandiera) | A     | Enri Tafaj     |
|    | Albania (bandiera) | A     | Ermal Kënga    |
|    | Albania (bandiera) | A     | Orgest Serjani |
|    | Albania (bandiera) | A     | Alban Mullaj   |
|    | Albania (bandiera) | A     | Ted Laço       |